# I. e. 593
Évszázadok: i. e. 7. század – i. e. 6. század – i. e. 5. század
Évtizedek: i. e. 640-es évek – i. e. 630-as évek – i. e. 620-as évek – i. e. 610-es évek – i. e. 600-as évek – i. e. 590-es évek – i. e. 580-as évek – i. e. 570-es évek – i. e. 560-as évek – i. e. 550-es évek – i. e. 540-es évek
Évek: i. e. 598 – i. e. 597 – i. e. 596 – i. e. 595 –  i. e. 594 – i. e. 593 – i. e. 592 – i. e. 591 – i. e. 590 – i. e. 589 – i. e. 588

## Események
- II. Pszammetik egyiptomi fáraó hadjárata Núbia ellen.